# Grand Prix Kanady 2025
Grand Prix Kanady 2025 (oficiálně Formula 1 Pirelli Grand Prix du Canada 2025) se jela na okruhu Circuit Gilles Villeneuve v Montréalu v Kanadě dne 15. června 2025. Závod byl desátým v pořadí v sezóně 2025 šampionátu Formule 1.

## Kvalifikace
Kvalifikace se uskutečnila 14. června 2025 v 16:00 místního času (UTC−4).
| Poř.                        | Č. | Jezdec                | Konstruktér                  | Časy v kvalifikaci | Časy v kvalifikaci | Časy v kvalifikaci | Pořadí na startu |
| Poř.                        | Č. | Jezdec                | Konstruktér                  | Q1                 | Q2                 | Q3                 | Pořadí na startu |
| --------------------------- | -- | --------------------- | ---------------------------- | ------------------ | ------------------ | ------------------ | ---------------- |
| 1                           | 63 | George Russell        | Mercedes                     | 1:12.075           | 1:11.570           | 1:10.899           | 1                |
| 2                           | 1  | Max Verstappen        | Red Bull Racing-Honda RBPT   | 1:12.054           | 1:11.638           | 1:11.059           | 2                |
| 3                           | 81 | Oscar Piastri         | McLaren-Mercedes             | 1:11.939           | 1:11.715           | 1:11.120           | 3                |
| 4                           | 12 | Andrea Kimi Antonelli | Mercedes                     | 1:12.279           | 1:11.974           | 1:11.391           | 4                |
| 5                           | 44 | Lewis Hamilton        | Ferrari                      | 1:11.952           | 1:11.885           | 1:11.526           | 5                |
| 6                           | 14 | Fernando Alonso       | Aston Martin Aramco-Mercedes | 1:12.073           | 1:11.805           | 1:11.586           | 6                |
| 7                           | 4  | Lando Norris          | McLaren-Mercedes             | 1:11.826           | 1:11.599           | 1:11.625           | 7                |
| 8                           | 16 | Charles Leclerc       | Ferrari                      | 1:12.038           | 1:11.626           | 1:11.682           | 8                |
| 9                           | 6  | Isack Hadjar          | Racing Bulls-Honda RBPT      | 1:12.211           | 1:12.003           | 1:11.867           | 12               |
| 10                          | 23 | Alexander Albon       | Williams-Mercedes            | 1:12.090           | 1:11.892           | 1:11.907           | 9                |
| 11                          | 22 | Júki Cunoda           | Red Bull Racing-Honda RBPT   | 1:12.334           | 1:12.102           |                    | 18               |
| 12                          | 43 | Franco Colapinto      | Alpine-Renault               | 1:12.234           | 1:12.142           |                    | 10               |
| 13                          | 27 | Nico Hülkenberg       | Kick Sauber-Ferrari          | 1:12.323           | 1:12.183           |                    | 11               |
| 14                          | 87 | Oliver Bearman        | Haas-Ferrari                 | 1:12.306           | 1:12.340           |                    | 13               |
| 15                          | 31 | Esteban Ocon          | Haas-Ferrari                 | 1:12.378           | 1:12.634           |                    | 14               |
| 16                          | 5  | Gabriel Bortoleto     | Kick Sauber-Ferrari          | 1:12.385           |                    |                    | 15               |
| 17                          | 55 | Carlos Sainz Jr.      | Williams-Mercedes            | 1:12.398           |                    |                    | 16               |
| 18                          | 18 | Lance Stroll          | Aston Martin Aramco-Mercedes | 1:12.517           |                    |                    | 17               |
| 19                          | 30 | Liam Lawson           | Racing Bulls-Honda RBPT      | 1:12.525           |                    |                    | PL               |
| 20                          | 10 | Pierre Gasly          | Alpine-Renault               | 1:12.667           |                    |                    | PL               |
| 107 % času vítěze: 1:16.853 |    |                       |                              |                    |                    |                    |                  |
| Zdroj:                      |    |                       |                              |                    |                    |                    |                  |

Poznámky
1. ↑  Isack Hadjar obdržel penalizaci 3 míst za zdržení Carlose Sainze v Q1.
2. ↑  Júki Cunoda obdržel penalizaci 10 míst za předjetí Oscara Piastriho pod červenými vlajkami ve třetím tréninku.
3. 1 2  Liam Lawson a Pierre Gasly se kvalifikovali na 19. a 20. místě, odstartovat ale museli z boxů, jelikož byly jejich monoposty upravovány během parc fermé.

## Závod
Závod se uskutečnil 15. června 2025 ve 14:00 místního času (UTC−4).
| Poř.   | No. | Jezdec                | Konstruktér                  | Počet kol | Čas/Odstoupení | Start | Body |
| ------ | --- | --------------------- | ---------------------------- | --------- | -------------- | ----- | ---- |
| 1      | 63  | George Russell        | Mercedes                     | 70        | 1:31:52.688    | 1     | 25   |
| 2      | 1   | Max Verstappen        | Red Bull Racing-Honda RBPT   | 70        | +0.288         | 2     | 18   |
| 3      | 12  | Andrea Kimi Antonelli | Mercedes                     | 70        | +1.014         | 4     | 15   |
| 4      | 81  | Oscar Piastri         | McLaren-Mercedes             | 70        | +2.109         | 3     | 12   |
| 5      | 16  | Charles Leclerc       | Ferrari                      | 70        | +3.442         | 8     | 10   |
| 6      | 44  | Lewis Hamilton        | Ferrari                      | 70        | +10.713        | 5     | 8    |
| 7      | 14  | Fernando Alonso       | Aston Martin Aramco-Mercedes | 70        | +10.972        | 6     | 6    |
| 8      | 27  | Nico Hülkenberg       | Kick Sauber-Ferrari          | 70        | +15.364        | 11    | 4    |
| 9      | 31  | Esteban Ocon          | Haas-Ferrari                 | 69        | +1 kolo        | 14    | 2    |
| 10     | 55  | Carlos Sainz Jr.      | Williams-Mercedes            | 69        | +1 kolo        | 16    | 1    |
| 11     | 87  | Oliver Bearman        | Haas-Ferrari                 | 69        | +1 kolo        | 13    |      |
| 12     | 22  | Júki Cunoda           | Red Bull Racing-Honda RBPT   | 69        | +1 kolo        | 18    |      |
| 13     | 43  | Franco Colapinto      | Alpine-Renault               | 69        | +1 kolo        | 10    |      |
| 14     | 5   | Gabriel Bortoleto     | Kick Sauber-Ferrari          | 69        | +1 kolo        | 15    |      |
| 15     | 10  | Pierre Gasly          | Alpine-Renault               | 69        | +1 kolo        | PL    |      |
| 16     | 6   | Isack Hadjar          | Racing Bulls-Honda RBPT      | 69        | +1 kolo        | 12    |      |
| 17     | 18  | Lance Stroll          | Aston Martin Aramco-Mercedes | 69        | +1 kolo        | 17    |      |
| 18     | 4   | Lando Norris          | McLaren-Mercedes             | 66        | Nehoda         | 7     |      |
| Ret    | 30  | Liam Lawson           | Racing Bulls-Honda RBPT      | 53        | Přehřívání     | PL    |      |
| Ret    | 23  | Alexander Albon       | Williams-Mercedes            | 46        | Motor          | 9     |      |
| Zdroj: |     |                       |                              |           |                |       |      |

Poznámky
1. ↑  Lando Norris byl klasifikován, jelikož odjel více než 90 % délky závodu. Po závodě obdržel penalizaci 5 sekund za nehodu s Oscarem Piastrim.

## Průběžné pořadí po závodě
|        | Pořadí | Jezdec          | Body |
| ------ | ------ | --------------- | ---- |
|        | 1      | Oscar Piastri   | 198  |
|        | 2      | Lando Norris    | 176  |
|        | 3      | Max Verstappen  | 155  |
|        | 4      | George Russell  | 136  |
|        | 5      | Charles Leclerc | 104  |
| Zdroj: |        |                 |      |

|        | Pořadí | Konstruktér                | Body |
| ------ | ------ | -------------------------- | ---- |
|        | 1      | McLaren-Mercedes           | 374  |
| 1      | 2      | Mercedes                   | 199  |
| 1      | 3      | Ferrari                    | 183  |
|        | 4      | Red Bull Racing-Honda RBPT | 162  |
|        | 5      | Williams-Mercedes          | 55   |
| Zdroj: |        |                            |      |